# Lepisanthes cauliflora
Lepisanthes cauliflora är en kinesträdsväxtart som beskrevs av C.F. Liang & S.L. Mo. Lepisanthes cauliflora ingår i släktet Lepisanthes och familjen kinesträdsväxter. Utöver nominatformen finns också underarten L. c. glabrifolia.